# لايلي ستيوارت (ناشر)
لايلي ستيوارت (بالإنجليزية: Lyle Stuart)‏ هو ناشر أمريكي، ولد في 11 أغسطس 1922 في نيويورك في الولايات المتحدة، وتوفي في 24 يونيو 2006 في نيوجيرسي في الولايات المتحدة.